# Anna Fischer
Anna Fischer (Berlino, 18 luglio 1986) è un'attrice tedesca.

## Biografia
Ha iniziato a recitare nei primi anni 2000, con piccoli ruoli al cinema e in televisione. Nel 2005 ha ottenuto il ruolo che le ha dato notorietà come protagonista del controverso film Liebeskind di Jeanette Wagner.
Nel 2007 è stata insignita della Golden Camera come migliore attrice emergente, e ha vinto il Premio Adolf Grimme per la sua interpretazione nel film televisivo di  Hermine Huntgeburth Teufelsbraten. È stata premiata come migliore attrice non protagonista ai Deutscher Fernsehpreis del 2009 per le sue performance nei film televisivi Wir sind das Volk - Liebe kennt keine Grenzen e Die Rebellin.
Anche cantante e musicista, è membro della rock-band Panda.

## Filmografia parziale
- Luci lontane, regia di Hans-Christian Schmid (2003)
- Liebeskind, regia di Jeanette Wagner (2005)
- Kometen, regia di Christoph Hochhäusler (2005)
- Die Wolke, regia di Gregor Schnitzler (2006)
- Fleisch ist mein Gemüse, regia di Christian Görlitz (2008)
- Liebe Mauer, regia di Peter Timm (2009)
- Unter Strom, regia di Zoltan Paul (2009)
- Wir sind die Nacht, regia di Dennis Gansel (2010)
- Single by Contract (Groupies bleiben nicht zum Frühstück), regia di Marc Rothemund (2010)
- Heiter bis wolkig, regia di Marco Petry (2012)
- Die Lebenden, regia di Barbara Albert (2012)
- Besser als nix, regia di Ute Wieland (2014)
- Das letzte Abteil, regia diAndreas Schaap (2016)